# Јерменска аријевска унија
Јерменска аријевска унија (Hay Ariakan Miabanowtyun) је политичка партија крајње деснице, и једна од етноцентричких и антисемитских политичких партија у Јерменији. Њен лидер је Армен Аветисиан, којем се 2005. судило због подстицања етничке мржње и који је осуђен на 3 године затвора, због тога што је у низу интервјуа називао јевреје непријатељима Јерменије.